# Floro e Lauro
Floro e Lauro sono due martiri cristiani vissuti in età imperiale. Erano gemelli istruiti nell'arte scultorea, sottoposti al martirio nella prima metà del II secolo in Illiria.

## Agiografia
Secondo una Passio di origine bizantina (BHG 656), Floro e Lauro erano due fratelli gemelli originari di Bisanzio, vissuti nel II secolo e formatisi come scalpellini sotto la guida dei santi Proclo e Massimo, anch'essi cristiani. Dopo il martirio dei loro maestri, i due fratelli si trasferirono nella regione della Dardania, corrispondente all'odierna area balcanica, dove operarono nella città di Ulpiana, presso l'autorità di un console locale di nome Licone.
L'occasione del loro martirio sarebbe legata alla costruzione di un tempio pagano, commissionata loro da Licinio, figlio dell'imperatrice Elpidia. Sebbene incaricati di erigere l'edificio in onore degli dèi, Floro e Lauro impiegarono le risorse ricevute per sostenere i poveri e, durante la notte, vi celebravano riti cristiani. Secondo il racconto, al termine dei lavori il sito fu dedicato al vero Dio e venne distrutta ogni immagine idolatrica. Scoperto il gesto sacrilego, Licinio ordinò la condanna a morte dei due fratelli. Essi furono gettati vivi in una fossa profonda, insieme ad altri cristiani convertiti, e ricoperti di terra.
Il loro martirio è commemorato il 18 agosto nei menologi bizantini e nel Martirologio Romano, il giorno che ne ricorda il martirio in Illiria.

## Culto
Il culto dei santi Floro e Lauro è attestato fin dall'antichità in ambito bizantino e slavo. La loro memoria liturgica ricorre il 18 agosto, data riportata dal Synaxarium Ecclesiae Constantinopolitanae e confermata dai principali calendari liturgici orientali. Secondo la tradizione orientale, i loro resti sarebbero stati traslati a Costantinopoli, dove furono venerati presso il monastero di Cristo Pantocratore. Il loro culto si diffuse in Russia e nei territori slavi a partire dall'epoca della cristianizzazione della Rus', assumendo particolare importanza nella Chiesa ortodossa russa e in quella serba. Nel mondo bizantino, Floro e Lauro vennero spesso invocati come protettori contro le malattie degli animali da soma, probabilmente per via della loro rappresentazione iconografica insieme a cavalli o muli.

## Iconografia
Nell'arte bizantina e slava, Floro e Lauro sono frequentemente raffigurati come due giovani gemelli, spesso vestiti con tuniche e mantelli, e talvolta accompagnati da animali, in particolare cavalli. Questa iconografia si collega alla loro funzione di protettori contro le malattie degli animali da soma, specialmente nei territori della Rus' e dei Balcani. La raffigurazione del loro martirio, comune nelle miniature di menologi orientali, mostra i due santi sepolti vivi insieme ad altri cristiani, secondo la narrazione agiografica tramandata nei sinassari bizantini.
In numerose icone medievali, tra cui quelle conservate sul Monte Athos, i due santi sono rappresentati frontalmente, talvolta con le mani alzate in preghiera, oppure nell'atto di distruggere idoli pagani o edificare un tempio al vero Dio.